# Matthew Strazel
Matthew Nelson Strazel (* 5. August 2002 in Bourg-la-Reine) ist ein französischer Basketballspieler.

## Laufbahn
Strazel erhielt seine Basketball-Ausbildung bei Marne-la-Vallée Basket, einem Partnerverein des französischen Erstligisten ASVEL Lyon-Villeurbanne, ehe er in ASVELs Nachwuchsabteilung wechselte. Im Juni 2019 wurde er mit weiteren Spielern aus mehreren europäischen Ländern zur Talentsichtungsveranstaltung „Basketball Without Borders“ nach Riga eingeladen.
In der Saison 2019/20 wurde er erstmals ASVELs Herrenmannschaft in der ersten französischen Liga sowie in der EuroLeague eingesetzt. In einem seiner ersten Profieinsätze sorgte Strazel Ende Oktober 2019 im EuroLeague-Spiel gegen Vitoria gleich für Aufsehen und erzielte neun Punkte in rund 13 Minuten. 2021 wurde er mit ASVEL französischer Meister und Pokalsieger. 2022 kam ein weiterer Meistertitel hinzu.
In der Sommerpause 2022 unterschrieb er einen Vertrag bei AS Monaco. Mit Monaco wurde er in der Saison 2022/23 Dritter der EuroLeague. Im Spiel um den dritten Platz im Mai 2023 war Strazel mit 14 Punkten bester Korbschütze seiner Mannschaft. Im Juni 2023 wurde er mit Monaco französischer Meister, es war der erste solche Titel der Vereinsgeschichte. 2024 wurde der Erfolg wiederholt. Im Mai 2025 stand er mit der Mannschaft erstmals im Endspiel der Euroleague. Dieses verlor man gegen Fenerbahçe Istanbul.

### Nationalmannschaft
Strazel war Leistungsträger der französischen U19-Nationalmannschaft, die 2021 Vizeweltmeister wurde. Bei der U20-Europameisterschaft 2022 war er mit 14,8 Punkten je Begegnung bester Korbschütze der Franzosen. Im Februar 2024 bestritt Strazel sein erstes A-Länderspiel. Im August 2024 erreichte er mit Frankreich das Endspiel der Olympischen Sommerspiele von Paris, das gegen die Vereinigten Staaten verloren wurde.